# Stade Berthiaume-du-Tremblay
Pour les articles homonymes, voir Berthiaume et Tremblay.
Le Stade Berthiaume-du-Tremblay est un stade omnisports canadien, principalement utilisé pour le football canadien et le soccer, situé à Chomedey, un quartier de la ville de Laval, au Québec.
Le stade est doté de 3 500 places, sert d'enceinte à domicile pour l'équipe de football canadien des Blues de Chomedey, ainsi qu'à l'équipe de soccer du Club De Soccer Chomedey.

## Histoire
Le stade est situé dans le Parc Berthiaume-Du-Tremblay, qui tient son nom d'Angélina Berthiaume-Du Tremblay, éditrice et femme d'affaires québécoise.
Le complexe dispose d'un terrain de jeu où peut se pratiquer le football canadien et le soccer, ainsi que d'une piscine.
Le 3 octobre 2010 est inauguré le nouveau gazon synthétique du terrain, pour un coût total de 1,4 million CAD.